# Aliénation parentale
Pour les articles homonymes, voir Aliénation.
L'aliénation parentale est un concept de psychologie infantile désignant, à des degrés divers selon les auteurs, une relation perturbée entre un enfant et l'un de ses parents, et qui est souvent défini par opposition ou en lien avec le syndrome d'aliénation parentale, généralement dans un contexte de séparation.    
Construit en réaction aux critiques faites à l'encontre du concept désormais largement discrédité de syndrome d'aliénation parentale,,,, l'aliénation parentale est une dynamique moins controversée présente dans la littérature juridique et de la santé.

## Historique des définitions
La notion d'aliénation parentale partage des points communs avec celle du syndrome d'aliénation parentale (SAP), tout en étant plus fluctuante et ne faisant pas encore l'objet d'une définition unique.
En 1998 aux États-Unis, un opposant à la théorie de Richard A. Gardner, Douglas Darnall la définit dans le contexte de divorces, comme un ensemble de comportements, qu'ils soient conscients ou inconscients, pouvant évoquer des perturbations dans la relation entre un enfant et un parent, avec la participation de l'autre parent dit aliénant. 
En réaction aux critiques adressées au SAP, plusieurs professionnels californiens tentent de proposer un concept dérivé. Parmi eux, en 2001, deux psychologues,  Janet Johnston et Joan Kelly réunissent un symposium sur le thème de l'aliénation parentale, qui affiche pour objectif de « passer en revue les difficultés juridiques et psychologiques liées au syndrome d'aliénation parentale […] et de développer une compréhension plus complexe et plus utile des situations dans lesquelles les enfants rejettent fortement et de façon inattendue un parent pendant ou après le divorce. » Dans The Alienated Child: A Reformulation of Parental Alienation Syndrome, elles plaident pour une reformulation qui distinguerait les enfants aliénés des autres enfants s'éloignant d'un de leur parent après une séparation pour des raisons normales et prévisibles telles la violence, les négligences ou les conduites abusives. Elles introduisent par la suite la définition suivante : « est aliéné un enfant qui exprime librement et avec persistance des sentiments négatifs déraisonnables et des croyances (telles que la colère, la haine, le rejet et / ou la peur) envers un parent, qui sont disproportionnée par rapport à l’expérience réelle de l’enfant avec ce parent. De ce point de vue, les comportements pernicieux d’un parent  « programmant » l'enfant ne sont plus le point de départ. Au contraire, le problème de l'enfant aliéné commence avec un accent principal mis sur l'enfant, ses comportements observables et les relations parents-enfants ».
En 2008, lorsque le docteur Bénédicte Goudard introduit la notion de SAP en France, dans sa thèse doctorale, elle distingue le SAP de l'aliénation parentale qui selon elle est un terme générique caractérisant « la relation particulière d’un ou des enfants avec un seul des deux parents », cet isolement de l'autre parent pouvant être justifié par des motifs qui lui semblent valides tels que rapt parental, alcoolisme, abus sexuel, maltraitance ou négligence de la part du parent aliéné. Elle estime dans ces cas que l'aliénation parentale est le seul moyen de préserver la santé mentale de l'enfant.
En 2010, pour Jacques Biolley, un autre promoteur du SAP en France, « L'expression « aliénation parentale » est couramment utilisée de matière générique pour évoquer le phénomène d'emprise (alors que le terme « syndrome d'aliénation parentale » dû à R. Gardner, est lié à la définition qu'il en a donné). ».
En 2009, devant les critiques faites au SAP et l'impossibilité à le faire reconnaître comme syndrome par le Diagnostical and Statistical Manual, R. Gardner, l'un de ses amis psychiatre, William Benett, et une soixantaine de professionnels définissent un concept qu'ils veulent plus consensuel, le « trouble d'aliénation parentale  » (Parental Alienation Disorder), en lui donnant toutefois des définitions assez variables. L'ensemble reste contesté par des médecins consultés pour la validation de  son inscription au DSM, qui pointent en outre le risque de confusion par le grand public avec le SAP. Par la suite, le nom de ce trouble est fréquemment abrégé en « aliénation parentale », y compris par les lobbyistes qui reprennent pour l'essentiel la description du SAP.

## Différences entre Syndrome (SAP) et aliénation parentale
Tout d'abord, dans l'ensemble des définitions la notion médicale de syndrome disparaît. Les  autres différences avec le SAP portent sur plusieurs points :
- le phénomène d'aliénation n'est plus présenté comme  un objet scientifique.
- L'analyse du problème n'est plus centrée sur l'attitude d'un des parents, mais sur les réactions et le comportement de l'enfant, les causes de ces comportements pouvant être multifactorielles.
- Il est fait une distinction entre des réactions normales, ou justifiables, d'un éloignement vis-à-vis du parent qui n'a pas obtenu la garde, et une aliénation, qui se manifeste par des sentiments et des réactions persistantes et disproportionnées.
- La première conséquence de ces différences est que la solution proposée n'est plus le retrait immédiat de l'enfant au parent qui en a la garde, et la rupture totale de tout lien, comme le préconisait Gardner pour le SAP[8].

## Critiques
Plusieurs variables peuvent amener l'enfant à refuser le contact avec un parent, dont le fait d'être victime de violence de toutes formes de la part du parent refusé .